# Bezirk Kimpolung
Bezirkul Kimpolung (în română Câmpulung, în ruteană Kimpolung) a fost un bezirk (bițârcul Chimpolunga-în graiul bucovinean) în Ducatul Bucovinei. Acesta cuprindea partea de sud-vest a Bucovinei. Reședința bezirkului era orașul Câmpulung (Kimpolung). După Primul Război Mondial a devenit parte a României.

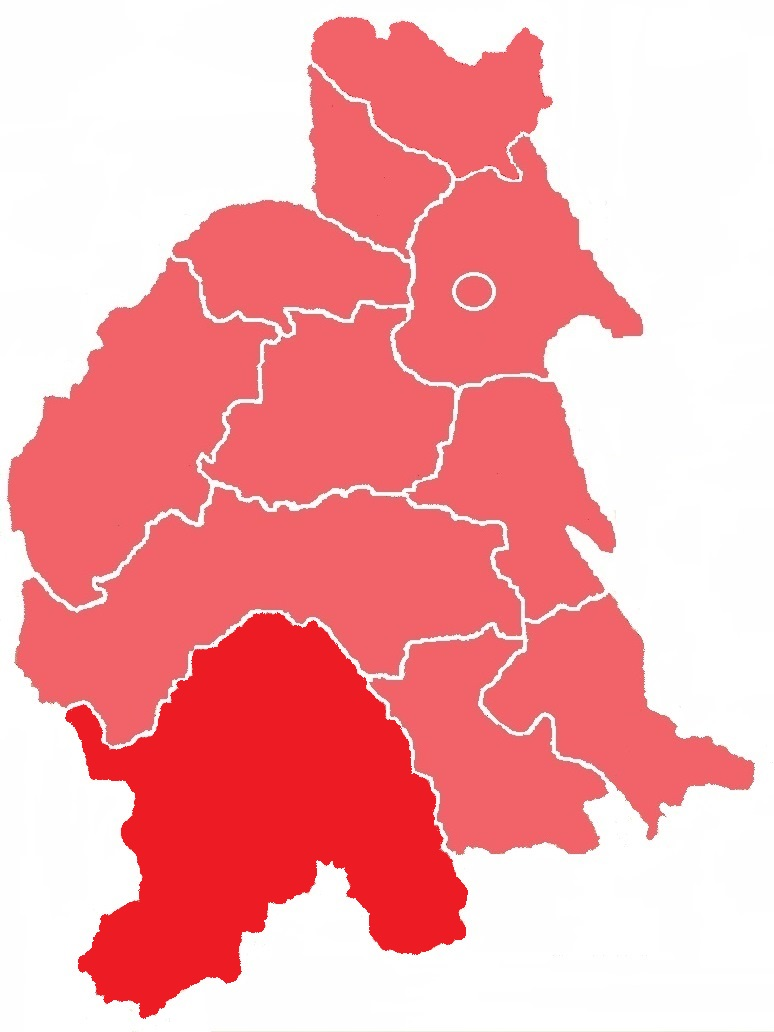
Bezirkul Kimpolung (1910)

## Istoric
Districtele politice moderne ale Monarhiei Habsbugice au fost create în jurul anului 1868 ca urmare a separării distictelor politice de cele judiciare. Bezirkul Câmpulung a fost creat în urma unirii districtelor judiciare Câmpulung (Gerichtsbezirk Kimpolung) și Dorna (Gerichtsbezirk Dorna Watra). În 1903 a fost creat districtului judiciar Stulpicani (Gerichtsbezirk Stulpikany), format din comune din acest bezirk, care a fost inclus tot în acest district politic. Înființarea efectivă a districtului judiciar Stulpicani a durat până pe 1 septembrie 1910. 
În Bezirkul Câmpulung trăiau în anul 1869 35.558 de persoane, iar în 1910 numărul de locuitori a crescut la 55.688. Populația era formată în anul 1900 din: 28.205 vorbitori nativi de limba română (68,9 %), 16.843 vorbitori nativi de limba germană (21,9 %), 7.342 vorbitori nativi de limba ruteană (2,6 %)și 1.463 vorbitori nativi de alte limbi (6,1 %). Suprafața bezirkului era în anul 1900 de 2349,48 km² și cuprindea două districte judiciare cu 29 de comune și 6 Gutsgebieten (comunități private fără un consiliu local, gestionate de proprietarii acestora).
| Anul | Locuitori | Vorbitori nativi de germană | Vorbitori nativi de ruteană | Vorbitori nativi de română | Vorbitori nativi de alte limbi |
| ---- | --------- | --------------------------- | --------------------------- | -------------------------- | ------------------------------ |
| 1869 | 35.558    |                             |                             |                            |                                |
| 1880 | 38.702    | 9.875                       | 6.070                       | 21.944                     | 219                            |
| 1890 | 45.832    | 12.764                      | 5.888                       | 25.753                     | 490                            |
| 1900 | 55.688    | 16.843                      | 7.342                       | 28.205                     | 1.463                          |

## Localități
În anul 1910 bezirkul Câmpulung era format din districtele judiciare Vatra Dornei, Câmpulung și Stulpicani. 
Gerichtsbezirk Dorna Watra:
- Orașul Vatra Dornei (Dorna Watra în germană, Dornawatra în ruteană)
- Dorna Kilie
- Dorna Pedzumaleu
- Dorna Candrenilor (Dorna Kandreny)
- Coșna (Koszna)
- Iacobeni (Jakobeny)
- Cârlibaba (Kirlibaba)
- Poiana Stampei (Pojana Stampi)
- Pilugani (Pilugani)
- Ciocănești (Czokanestie)

Gerichtsbezirk Kimpolung:
- Orașul Câmpulung (Kimpolung în germană, Kimpolung în ruteană)
- Fundu Moldovei (Luisenthal)
- Pojorâta (Pozoritta)
- Paltinu (Ochsenthal)
- Vatra Moldoviței (Watra Moldawitza)
- Valea Stânii (Freudenthal)
- Moldovița (Russ Moldawitza)
- Ciumârna (Czumurna)
- Argel (Ardzel)
- Sadova (Sadowa)
- Valea Putnei (Putnathal)
- Vama (Wama)
- Prisaca Dornei (Eisenau)
- Breaza (Braaß)
- Frumosu (Frumossa)
- Deia (Dea)

Gerichtsbezirk Stulpikany:
- Stulpicani (Stulpikany în germană, Sztulpikany în ruteană)
- Bucșoaia (Bukschoja)
- Doroteia (Dorothea)
- Plutonița (Plotonitza)
- Gemenea (Dzemine)
- Frasin (Frassin)
- Negrileasa (Negrilassa)
- Ostra (Ostra an der Gränze)
- Vadu Negrilesei (Schwarzthal)
- Slătioara (Slavtiora)